# Macrotrachela smithi
Macrotrachela smithi är en hjuldjursart som beskrevs av Colin Milne 1916. Macrotrachela smithi ingår i släktet Macrotrachela och familjen Philodinidae. Inga underarter finns listade i Catalogue of Life.